# Burnet County
Burnet County je okres ve státě Texas v USA. K roku 2010 zde žilo 42 750 obyvatel. Správním městem okresu je Burnet. Celková rozloha okresu činí 2 644 km².